# Шанцю
Шанцю́ (кит. упр. 商丘, пиньинь Shāngqiū) — городской округ в провинции Хэнань КНР. Название означает «шанский холм» и связано с тем, что из этих мест происходили «шанские люди», впоследствии основавшие династию Шан.

## История
Легенды утверждают, что после того, как Великий Юй усмирил потоп, то получил эти земли во владение, и отсюда пошли шанцы, впоследствии основавшие династию Шан. После того, как династия Шан была свергнута династией Чжоу, в этих местах образовалось царство Сун, в 286 году до н. э. уничтоженное совместными усилиями царств Ци, Чу и Вэй.
При империи Западная Хань император Вэнь-ди в 168 году до н. э. сделал своего сына Лю У Лянским князем (梁王), выделив ему удел со столицей в Суйяне. При следующем императоре во время восстания семи уделов лянский князь поддержал центральную власть, и поэтому стал пользоваться большими привилегиями. В эпоху Троецарствия эти места вошли в состав царства Вэй, и удел Лян (梁国) был преобразован в округ Лянцзюнь (梁郡). При империи Суй в 586 году округ Лянцзюнь был преобразован в область Сунчжоу (宋州). В 607 году область Сунчжоу была вновь преобразована в округ Лянцзюнь, но при империи Тан в 621 году округ Лянцзюнь опять стал областью Сунчжоу.
В эпоху Пяти династий при империи Поздняя Лян в 909 году область Сунчжоу была преобразована в военный округ Сюаньу (宣武军). При империи Поздняя Тан в 923 году округ был переименован в Гуйдэ (归德军), но при империи Поздняя Чжоу ему было возвращено название Сюаньу.
При империи Сун сначала была вновь создана область Сунчжоу, а в 1006 году была создана Интяньская управа (应天府). В 1014 году в связи с натиском чжурчжэней в севера в этих местах была размещена временная столица страны, получившая название Наньцзин (南京, «Южная столица»). Когда в 1127 году императоры империи Сун были захвачены чжурчжэнями, то Чжао Гоу, сбежав в Южную столицу, провозгласил себя новым императором империи Сун, начав эпоху Южной Сун.
Чжурчжэньская империя Цзинь, захватив эти места, в 1130 году разместила здесь Гуйдэскую управу (归德府). В 1232 году цзиньский Ай-цзун, спасаясь от монголов, также на некоторое время перенёс в Гуйдэфу столицу страны.
После основания империи Мин в 1368 году Гуйдэская управа была понижена в статусе до области (归德州), но в 1545 году была вновь поднята в статусе до управы. После Синьхайской революции в Китае была проведена реформа структуры административного деления, и в 1913 году управы были упразднены.
В 1949 году был создан Специальный район Шанцю (商丘专区) из 7 уездов и города Шанцю. В 1950 году урбанизированная часть уезда Шанцю была выделена в город Шанцю, а прежний город Шанцю был переименован в город Чжуцзи (朱集). В 1951 году города Шанцю и Чжуцзи были объединены в город Шанцю. В 1952 году уезд Юнчэн был передан из состава Специального района Ваньбэй (皖北专区) в состав Специального района Шанцю. В 1953 году был расформирован Специальный район Хуайян (淮阳专区), и 6 из числа ранее входивших в него уездов были переданы в состав Специального района Шанцю. В декабре 1958 года Специальный район Шанцю был присоединён к Специальному району Кайфэн (开封专区).
В декабре 1961 года Специальный район Шанцю был создан вновь. В июне 1965 года 6 уездов, ранее входивших в состав Специального района Хуайян, были переданы в состав Специального района Чжоукоу (周口专区). В 1968 году Специальный район Шанцю был переименован в Округ Шанцю (商丘地区). В 1977 году уезд Ланькао был передан из состава округа Кайфэн в состав округа Шанцю, но в 1980 году был возвращён в состав округа Кайфэн.
В 1997 году постановлением Госсовета КНР были расформированы округ Шанцю и город Шанцю, и создан городской округ Шанцю, бывшие районы города Шанцю стали районами городского подчинения городского округа Шанцю.
В 2014 году городской уезд Юнчэн был выведен из подчинения городскому округу Шанцю и перешёл в прямое подчинение властям провинции Хэнань.

## Административно-территориальное деление
Городской округ Шанцю делится на 2 района, 6 уездов:
| Карта | Карта  | Карта     | Карта     | Карта         | Карта         | Карта            |
| ----- | ------ | --------- | --------- | ------------- | ------------- | ---------------- |
|       |        |           |           |               |               |                  |
| #     | Статус | Название  | Иероглифы | Пиньинь       | Площадь (км²) | Население (2010) |
| 1     | Район  | Лянъюань  | 梁园区    | Liángyuán qū  | 673           | 910 000          |
| 2     | Район  | Суйян     | 睢阳区    | Suīyáng qū    | 913           | 890 000          |
| 3     | Уезд   | Миньцюань | 民权县    | Mínquán xiàn  | 1222          | 970 000          |
| 4     | Уезд   | Суйсянь   | 睢县      | Suī xiàn      | 919           | 880 000          |
| 5     | Уезд   | Нинлин    | 宁陵县    | Nínglíng xiàn | 785           | 670 000          |
| 6     | Уезд   | Чжэчэн    | 柘城县    | Zhèchéng xiàn | 1048          | 1 020 000        |
| 7     | Уезд   | Юйчэн     | 虞城县    | Yúchéng xiàn  | 1558          | 1 220 000        |
| 8     | Уезд   | Сяи       | 夏邑县    | Xiàyì xiàn    | 1470          | 1 190 000        |